# Guerra lelantina
La guerra lelantina fu un lungo conflitto combattuto tra le due poleis euboiche di Eretria e Calcide, nell'antica Grecia.

## Datazione ed esito
Il termine guerra lelantina, tuttavia, appartiene alla storiografia moderna e non è utilizzato dagli autori antichi, che si riferiscono a essa come la guerra tra calcidesi ed eretrii (greco antico: πόλεμος Χαλκιδέων καὶ Ἐρετριῶν - pólemos Chalkidéon kaì Eretriōn).
Le varie fonti sono discordi sull'epoca in cui avvenne la guerra, essendo alcune propense a datarla alla fine dell'VIII secolo a.C., altre invece tendenti a collocarla nella prima metà dell'VIII secolo a.C. Il casus belli, che ne giustifica il nome, fu la contesa della fertile pianura di Lelanto sull'isola di Eubea.
Calcide ne sarebbe uscita vincitrice, ma anche su questo le fonti divergono. Di ciò che è accaduto durante questo scontro non si sa nulla , né di come si sono succedute le battaglie, quello che comunque è certo è che questa lunga guerra incamminerà le due città verso il declino. Si tratta comunque di un avvenimento importante, tanto da indurre Tucidide a farne menzione nella sua Guerra del Peloponneso. Egli afferma:
(Tucidide, I 15, 3)
A causa dell'importanza dei due contendenti, il conflitto si allargò fuori dai suoi confini e, come ci informa Tucidide, coinvolse molta parte della Grecia, registrando una partecipazione senza eguali dai tempi della guerra di Troia fino alle guerre persiane. Essa pose fine agli scontri tra i signori della guerra , aprendo l'era dei combattimenti di fanteria su larga scala .